# Ault (Colorado)
Ault é uma cidade  localizada no estado americano de Colorado, no Condado de Weld.

## Demografia
Segundo o censo americano de 2000, a sua população era de 1432 habitantes. 
Em 2006, foi estimada uma população de 1420, um decréscimo de 12 (-0.8%).

## Geografia
De acordo com o United States Census Bureau tem uma área de 
1,7 km², dos quais 1,7 km² cobertos por terra e 0,0 km² cobertos por água.

## Localidades na vizinhança
O diagrama seguinte representa as localidades num raio de 24 km ao redor de Ault. 